# 정브르
정브르(본명: 이정현, 1990년 2월 27일 ~ )는 대한민국의 유튜버이자 이색 동물 판매업자이다.
그의 형이
경기도 성남시에서 '곤충 하모니'라는 이색동물 가게의 사장이다.

## 영화
| 연도 | 배급사            | 제목                  | 역할   |
| ---- | ----------------- | --------------------- | ------ |
| 2021 | 샌드박스 네트워크 | 《정브르의 동물일기》 | 정브르 |